# Tommy Uhlar
Tommy Uhlar est un acteur américain et metteur en scène du film La Femme en ciment (Lady in Cement, 1968).